# Lamprotatus naevolus
Lamprotatus naevolus är en stekelart som beskrevs av Walker 1843. Lamprotatus naevolus ingår i släktet Lamprotatus och familjen puppglanssteklar. Inga underarter finns listade i Catalogue of Life.